# Валя-Унгурашулуй
Валя-Унгурашулуй (рум. Valea Ungurașului) — село у повіті Клуж в Румунії. Входить до складу комуни Унгураш.
Село розташоване на відстані 331 км на північний захід від Бухареста, 51 км на північний схід від Клуж-Напоки.

## Населення
За даними перепису населення 2002 року у селі проживали 293 особи. Усі жителі села рідною мовою назвали румунську.
Національний склад населення села:
| Національність | Кількість осіб | Відсоток |
| -------------- | -------------- | -------- |
| румуни         | 236            | 80,5%    |
| цигани         | 57             | 19,5%    |